# Чорна знать
Чорна знать (італ. aristocrazìa nera) — італійські аристократичні родини, зв'язані спорідненням з папством за Папи Римського Пія IX.
Після того як армії Італійського королівства вступили в Рим (20 вересня 1870), вони позбавили Папу Римського світської влади, скасували Папську державу і зайняли папський Квіринальський палац. Протягом наступних 59 років Папа Римський обмежувався Ватиканом і стверджував, що він є в'язнем Ватикану, щоб уникнути затвердження влади італійського уряду. Аристократи, які раніше отримали свої титули від Святого Престолу, включаючи старших членів папського двору (таємні камергери), продовжували тримати двері закритими, оплакуючи ув'язнення папи римського, після чого їх і почали називати «Чорною знаттю».
Після укладення Латеранських угод у 1929, «чорній знаті» дали подвійне громадянство в Італії та Ватикані. Це дозволило представникам «чорної знаті» вступати в Дворянську гвардію, яка раніше була відкрита лише для знаті з колишньої Папської області.
У 1931 році Папа Римський Пій XI відкинув прохання Альфонса XIII відкрити Дворянську гвардію для знаті з усіх католицьких країн.
Серед відомих членів сімей чорної знаті — Еудженіо Пачеллі, який пізніше став папою римським Пієм XII. Чорна знать включає сім'ї — Теофілакти, Кресцентії, Паллавічіно, Орсіні, Колонна, Массімо, Каетані, Русполі, Борджія, Пікколоміні, Делла Ровере (Ланте), Кіджі, Бонкомпаньї, Альдобрандіні, Боргезе, Людовізі, Барберіні, Памфілі, Роспільозі, Одескалькі, Торлонія і Піньятеллі.